# Quintette pour piano et cordes de Bridge
Pour les articles homonymes, voir Quintette pour piano et cordes.
Le Quintette pour piano et cordes en ré mineur est le seul quintette pour deux violons, alto, violoncelle et piano composé par Frank Bridge  en 1904-1905.
Il s'agit d'une œuvre de jeunesse, le musicien ayant 25 ans au moment de son écriture. 
La première version comportait quatre mouvements et a été créée en privé le 28 mai 1907. Il le réécrit complètement en 1912, fusionnant en particulier le deuxième et troisième mouvement. Cette version a été créée le 29 mai 1912 par l'English String Quartet et Harold Samuel au piano.

## Structure
1. Adagio - Allegro moderato
2. Adagio ma non troppo - Scherzo (allegro con brio)
3. Finale: allegro energico

Son exécution demande un peu moins d'une demi-heure. 